# Journal of Molecular Recognition
Pour les articles homonymes, voir JMR.
Journal of Molecular Recognition (abrégé en J. Mol. Recognit. ou JMR) est une revue scientifique à comité de lecture. Ce bimestriel publie des articles de recherches originales dans le domaine de la reconnaissance moléculaire en biologie.
D'après le Journal Citation Reports, le facteur d'impact de ce journal était de 3,006 en 2012. L'actuel directeur de publication est H. V. Van Regenmortel (École supérieure de biotechnologie Strasbourg, France).